# USS Wasp (CV-18)
USS Wasp (CV-18) bio je američki nosač zrakoplova u sastavu Američke ratne mornarice i jedan od nosača klase Essex. Izvorno je bio nazvan Oriskany, ali je u čast potopljenog nosača USS Wasp (CV-7) preimenovan. Bio je deveti brod u službi Američke ratne mornarice koji nosi ime Wasp. Služio je od 1943. do 1972. godine. Sudjelovao je u borbama u Drugom svjetskom ratu i svemirskim misijama Gemini VI, Gemini VII i Gemini IX. Wasp je odlikovan s 8 borbenih zvijezda (eng. battle stars – odlikovanje za sudjelovanje u bitkama) za sudjelovanje u bitkama u Drugom svjetskom ratu.
Povučen je iz službe 1972. godine, a 1973. je prodan kao staro željezo.

### Zajednički poslužitelj
|  | Zajednički poslužitelj ima stranicu o temi USS Wasp (CV-18)    |
|  | Zajednički poslužitelj ima još gradiva o temi USS Wasp (CV-18) |